# Glirodon
Glirodon Engelmann & Callison, 2001 è un genere di mammiferi estinti i cui resti fossili provengono dagli strati databili al Giurassico superiore del Nord America. Questi piccoli erbivori vissero durante l'era dei dinosauri. I Glirodon sono membri dell'ordine dei Multituberculata e del sottordine 'plagiaulacida' (Ramo Allodontidae). Sono quindi alcuni tra i più antichi rappresentanti dell'ordine.

## Sistematica
Il genere Glirodon ("dente di ghiro") fu classificato da Engelmann e Callison nel 1999 sulla base dei ritrovamenti fossili rinvenuti nelle formazioni del Dinosaur National Monument in Utah (USA) e nell'area paleontologica di Fruita nella Formazione Morrison, in Colorado (USA). presenti nelle zone stratigrafiche 4 e 6 della Formazione Morrison.

## Descrizione
La specie Glirodon grandis, anch'essa classificata da Engelmann e Callison nel 1999, conserva la struttura plesiomorfica della formula dentaria dei plagiaulacidi; ma oltre che essere stato un grande ed ancestrale multitubercolato americano, la natura di questo animale rimane poco chiara.
(Kielan-Jaworowska, Cifelli, & Luo (2004). "Mammals from the age of dinosaurs : origins, evolution, and structure" p. 303)

## Tassonomia
Sottoclasse †Allotheria Marsh, 1880
- Ordine †Multituberculata Cope, 1884:
  - Sottordine †Plagiaulacida Simpson, 1925
    - Ramo Allodontidae
      - Famiglia Incertae sedis
        - Genere †Glirodon Engelmann & Callison, 2001
        - Specie †G. grandis Engelmann & Callison, 2001